# Diosmely Peña
Diosmely Peña (Diosmely Peña Contreras; * 12. Juni 1985 in Pinar del Río) ist eine kubanische Mittelstreckenläuferin, die sich auf die 800-Meter-Distanz spezialisiert hat und wegen ihrer Sprintstärke auch in der 4-mal-400-Meter-Staffel eingesetzt wird.
2009 gewann sie bei den Zentralamerika- und Karibikmeisterschaften Bronze über 800 m und kam bei den Leichtathletik-Weltmeisterschaften in Berlin mit der kubanischen Mannschaft in der 4-mal-400-Meter-Staffel auf den achten Platz.
Mit der kubanischen 4-mal-400-Meter-Stafette siegte sie bei den Panamerikanischen Spielen 2011 in Guadalajara und schied bei den Olympischen Spielen 2012 in London in der ersten Runde aus.